# Skróty i skrótowce używane w NATO – S
Niektóre z zamieszczonych tu informacji wymagają weryfikacji.
Dokładniejsze informacje o tym, co należy poprawić, być może znajdują się w dyskusji tego artykułu.
 Po wyeliminowaniu niedoskonałości należy usunąć szablon [[Szablon:Dopracować|]] z tego artykułu.
- SACA - Sub-Area Airspace Control Authority - dowódca odpowiedzialny za kontrolę przestrzeni powietrznej podobszaru uprawnienia do kontroli przestrzeni powietrznej podobszaru
- SACC - Supporting Arms Co-ordination Centre - ośrodek koordynacji wsparcia sił naziemnych
- SACEUR - Supreme Allied Commander, Europe - Naczelny Dowódca Sił Sprzymierzonych Obszaru Europy
- SACEUREP - SACEUR (Supreme Allied Commander, Europe) Representative - Przedstawiciel Naczelnego Dowódcy Sił Sprzymierzonych Obszaru Europy
- SACEUREX - SACEUR (Supreme Allied Commander, Europe) Exercise - Ćwiczenia Naczelnego Dowódcy Sił Sprzymierzonych Obszaru Europy
- SACEX - Supporting Arms Coordination Exercise - ćwiczenia koordynujące współdziałanie rodzajów broni
- SACLANT
  - Supreme Allied Command, Atlantic – Naczelny Dowództwo Sił Sprzymierzonych Obszaru Atlantyku
  - Supreme Allied Commander, Atlantic - Naczelny Dowódca Sił Sprzymierzonych Obszaru Atlantyku
- SACLANTCEN - SACLANT (Supreme Allied Commander, Atlantic) Antisubmarine Warfare Research Centre - Centrum Badawcze Uzbrojenia do Zwalczania Okrętów Podwodnych Naczelny Dowódca Sił Sprzymierzonych Obszaru Atlantyku
- SACLANTREPEUR - SACLANT (Supreme Allied Commander, Atlantic) Representative in Europe - Przedstawiciel Naczelny Dowódca Sił Sprzymierzonych Obszaru Atlantyku w Europie
- SACLEX - SACLANT ('Supreme Allied Commander, Atlantic) Exercise - Ćwiczenia Naczelnego Dowódcy Sił Sprzymierzonych Obszaru Atlantyku
- SACO - Standing Airspace Control Order - stały rozkaz do kontroli przestrzeni powietrznej
- SAG - Surface Action Group - Okrętowa Grupa Uderzeniowa (OGU)
- SAM - Surface To Air Missile - pocisk rakietowy ziemia-powietrze, woda-powietrze
- SAMOC - Surface To Air Missile Operation Centre - stanowisko dowodzenia wojskami rakietowymi
- SAO - Special Air Operation - specjalne operacje powietrzne
- SAR - Search And Rescue - poszukiwanie i ratownictwo
- SATCOM - Satellite Communications - łączność satelitarna
- SAU - Search And Attack Unit	okrętowa grupa poszukiwawczo-uderzeniowa

- SC
  - Special Corridor - korytarz specjalny
  - Strategic Commander - dowódca strategiczny
  - St. Christopher - Nevis - St. Christopher - Nevis
- SCL
  - Secondary Target Line - zapasowy kierunek strzelania (dla baterii rakiet Patriot)
  - Special Configuration Loading - wariant uzbrojenia
  - Standard Combat Load - wariant uzbrojenia
- SCZ - Ship Control Zone - strefa kontroli okrętów

- SEAD - Suppression Of Enemy Air Defence - obezwładnianie obrony powietrznej przeciwnika
- SEN -  Senegal - Senegal

- SF
  - Special Forces - siły specjalne
  - South Africa - Południowa Afryka
- SFP - Sensor Fusion Post - posterunek radiolokacyjny

- SG -  Senegal - Senegal

- SHORAD - Short Range Air Defence - obrona powietrzna bliskiego zasięgu
- SHORADEZ - Short Range Air Defence Engagement Zone - strefa użycia obrony powietrznej bliskiego zasięgu

- SI - Special Instructions - instrukcje specjalne (dodatkowe instrukcje specjalne w rozkazie do kontroli przestrzeni powietrznej)
- SIF - Selected Identify Features - wybrane cechy identyfikacyjne
- SIGINT - Signal Intelligence - rozpoznanie łączności

- SL - Safe Lane - linia bezpieczeństwa
- SLBM - Submarine-Launched Ballistic Missile - rakietowy pocisk balistyczny wystrzeliwany z okrętu podwodnego
- SLCM - Sea-Launched Cruise Missile - samosterujący pocisk rakietowy wystrzeliwany z morza
- SLO - Senior Liaison Officer - starszy oficer łącznikowy

- SM
  - San Marino - San Marino
  - Scatterable Mine - mina narzutowa
- SMA - Specific Military Agreement - określone porozumienie wojskowe
- SMAA - Submarine Movement Advisory Authority - Władze Doradcze ds. Ruchu Okrętów Podwodnych
- SMASHEX - Submarine Search Escape and Rescue Exercise - Ćwiczenia Poszukiwania, Ewakuacji i Ratowania Załóg Okrętów Podwodnych
- SMC - SHAPE Meteorological Committee - Komisja Meteorologiczna SHAPE
- SMDC - Software Maintenance and Development Centre - Centrum Obsługi i Rozwoju Oprogramowania
- SMG - Special Mobile Group - specjalna grupa ruchoma
- SMIS - SHARE Management Information System - System Zarządzania Informacją SHARE
- SMR - San Marino - San Marino

- SN
  - Sending Nation - państwo wysyłające
  - Senegal - Senegal

- SO
  - Standardization Objective - cel standaryzacyjny
  - Somalia - Somalia
- SOFA - Status Of Force Agreement - porozumienie w sprawie statusu sił
- SOFCC - Special Operations Force Component Commander - dowódca komponentu sił specjalnych
- SOLE - Special Operations Liaison Element - element łącznikowy działań specjalnych
- SOM - Somalia - Somalia
- SOP
  - Standard Operating Procedure - standardowa procedura operacyjna
  - Standing Operating Procedures - obowiązujące procedury operacyjne
- SOR - Statement Of Requirements - zestawienie potrzeb

- SPINS - Special Instructions - instrukcje specjalne (dodatkowe instrukcje specjalne w rozkazie do kontroli przestrzeni powietrznej)
- SPOC - Single Point Of Contact - jedyny punkt kontaktowy

- SRR - Search And Rescue Region - rejon poszukiwania i ratownictwa

- SQ - Squadron - eskadra, dywizjon
- SQDN - Squadron - eskadra, dywizjon
- SQN - Squadron - eskadra, dywizjon

- SRR - Short RECCE Report - krótki meldunek rozpoznawczy

- SSM - Surface To Surface Missile - pocisk rakietowy klasy woda-woda
- SSMEZ - Silent SAM Missile Engagement Zone - cicha strefa użycia pocisków rakietowych ziemia-powietrze, woda-powietrze
- SSR - Secondary Surveillance Radar - wtórny radiolokator śledzenia

- STAD - Secondary Tactical Air Direction Frequency - zapasowa częstotliwość powietrznej sieci kierowania lotnictwa taktycznego
- STANAG - NATO Standardization Agreement - Porozumienie Standaryzacyjne NATO
- STAR - Standard Arrival Route - standardowa trasa dolotu
- STRIKFORSOUTH - Allied Naval Striking and Support Forces Southern Europe - Sprzymierzone Siły Uderzeniowe Marynarki Wojennej oraz Siły Wsparcia Południowej Europy

- SURPIC - Surface Picture - zobrazowanie sytuacji nawodnej

- SWAP - Change Of Station Commander - zmiana dowódcy